# بروتين منظم للغلوكوكيناز
البروتين المنظم للغلوكوكيناز (بالإنجليزية: Glucokinase regulatory protein)‏ ويُدعى اختصارًا GKRP، ويُعرف أيضًا باسم مُنظم الغلوكوكيناز (هيكسوكيناز 4) (بالإنجليزية: glucokinase (hexokinase 4) regulator)‏، هو بروتين ينتج في خلايا الكبد. يقوم GKRP بربط وتحريك الجلوكوكيناز (GK) ، وبالتالي السيطرة على كل من النشاط والموقع  داخل الخلايا لهذا الإنزيم الرئيسي لعملية استقلاب الجلوكوز .
```
GKRP هو 
بروتين
 68 كيلو دالتون من 626 من 
الأحماض الأمينية
. يتم ترميزها بواسطة 
جين
 
 
إكسون
 19 ، GCKR ، على الذراع القصير 
للكروموسوم 2
 
 
 (2p23). 
 
تم اكتشاف GKRP بواسطة) 
 
إميلي فان شافتينجن 
 
(Emile van Schaftingenوتم الإبلاغ عنها في عام 1989.
[
4
]
```

## الوظيفة الفسيولوجية
Glucokinase (GK) في خلايا الكبد يعمل على فسفرة الجلوكوز، وإعداده للتأسيس في الجليكوجين. خلال فترات الإمداد الوافر من الجلوكوز، يمكن العثور على معظم نشاط GK في السيتوبلازم المحيطي حيث يحدث تخليق الجليكوجين. مع انخفاض كمية الجلوكوز خلال فترات الصيام ، يقل نشاط GK في السيتوبلازم. تشارك GKRP في هذا تشكيل نشاط GK ومكانه عن طريق الربط مع GK الحشوية الحرة اثناء تراجع مستويات السكر، ونقله إلى النواة، حيث يبقى في الاحتياطي بشكل غير نشط. مع ارتفاع مستويات السكر والانسولين، و، أثناء هضم وجبة الطعام، يتم تحريرها GK من GKRP ويتحرك إلى السيتوبلازم، حيث الكثير من يربطه الانزيم bifunctional.
في خلايا الكبد الموجودة في مختلف الثدييات، GKRP تتواجد بكميات مولية أكبر من GK، لكن نسبة GKRP: GK تختلف وفقا للنظام الغذائي، وكفاءة الأنسولين، وعوامل أخرى. و تتنقل GKRP بين النواة والسيتوبلازم ذهابا وايابا و يمكن ان تتصل بالخيوط الدقيقة في الهيكل الخلوي.
تتنافس GKRP مع الجلوكوز للارتباط بـ GK ، ولكنها تعطل نشاطه عند الارتباط. في حالة انخفاض مستوى الجلوكوز، يقوم GKRP بسحب GK إلى النواة. ارتفاع كميات من الجلوكوز القادمة إلى خلايا الكبد يدفع GKRP إلى إطلاق GK بسرعة للعودة إلى السيتوبلازم.
GKRP نفسها هي عرضة للتشكيل. يمكن تحويل كل من الفركتوز والسوربيتول إلى الفركتوز-1-الفوسفات ، مما يثبط GKRP ويحرر GK. يرتبط الفركتوز 6 الفوسفات بنفس موقع GKRP ، لكنه يعزز قدرة GKRP على ربط GK وتعطيله. في المقابل، الفسفرة من GKRP التي كتبها تنشيط AMP-بروتين كيناز، الناجم عن مستويات مرتفعة من AMP، ويقلل من قدرتها على تعطيل GK.

## وجود GKRP في أعضاء أخرى
يبقى وجود ودور GKRP في الأعضاء والأنسجة الأخرى خارج الكبد غير مؤكد. وجد بعض الباحثين كميات صغيرة من GKRP ، أو على الأقل ترميز RNA له، بكميات صغيرة في بعض خلايا رئة الفئران، في خلايا الجزر البنكرياسية ، وفي الخلايا العصبية المحيطة بالبطينات في الوطاء في الفئران  ، ولكن الوظيفة الفسيولوجية وأهميتها في هذه الأعضاء غير معروف.

## الاختلافات بين الأنواع
تم اكتشاف GKRP أصلاً في كبد الفئران. تم العثور على GKRP لخدمة وظيفة مماثلة في أكباد الفئران والبشر وكذلك الحيوانات الأخرى. القطط غير عادية في افتقارها إلى نشاط GK كما وجد أنها تفتقر إلى GKRP ، على الرغم من أنه يمكن تحديد الجينات لكل من GK و GKRP في جينوم القطط.

## الأهمية السريرية
ترتبط العديد من أشكال متحولة من GK في الإنسان مع ضعف إفراز أو إفراز الأنسولين أو تضخيمه، مما يؤدي إلى ارتفاع أو انخفاض مستويات الجلوكوز في الدم ، أو مرض السكري (MODY2) أو نقص سكر الدم hyperinsulinemic ، على التوالي. بعض هذه المتغيرات قد غيرت التفاعل مع GKRP ، مما قد يساهم في ارتفاع السكر في الدم.
تم العثور على الغلوكوكاينيز glucokinase في "الفئران المضروبة" الذين يفتقرون إلى GKRP تماما في السيتوبلازم. هذه الفئران لا تستجيب بسرعة للجلوكوز، مما يدل على ضعف تحمل الغلوكوز. تم البحث عن الطفرات في جين GKRP في البشر كأسباب محتملة لمرض السكري أحادي الجين (MODY) ، ولكن لم يتم بعد اكتشاف أي أمثلة. ومع ذلك، وجد أن الأشكال المختلفة من GCKR مرتبطة بفروق صغيرة في مستويات الجلوكوز، الأنسولين، الدهون الثلاثية ، بروتين سي التفاعلي ، ومخاطر أعلى أو أقل لمرض السكري من النوع 2.
ويجري التحقيق في كون المنشطات من GK أدوية محتملة لمرض السكري من النوع 2. قد تكون إحدى آليات التنشيط هي الحماية من الربط بواسطة GKRP .